# فقر الدم الناجم عن سحاف النقي
فقر الدم الناجم عن سحاف النقي أو فقر الدم الناجم عن اعتلال النقي  (أو سحاف النقي) هو نوع حاد من فقر الدم يصيب بعض الأشخاص المصابين بأمراض تؤثر على نخاع العظم. يشير مصطلح اعتلال نخاع العظم إلى إزاحة أنسجة نخاع العظم المكونة للدمبسبب التليف أو الأورام أو الأورام الحبيبية. تأتي الكلمة من الجذرين myelo-، الذي يشير إلى نخاع العظم، و phthisis، الانكماش أو الضمور.